# Pascal Laporte
Pour les articles homonymes, voir Laporte.

a Compétitions nationales et continentales officielles uniquement.

Dernière mise à jour le 13 mai 2013.
Pascal Laporte, né le 13 avril 1876 à Bordeaux (France) et mort le 6 avril 1947 à Nantes (France), est un joueur français de rugby à XV ayant occupé le poste de trois-quarts aile, puis centre au Stade bordelais ainsi qu'au Stade nantais université club (SNUC) par la suite.

## Biographie
Après ses titres de gloire avec le Stade bordelais, il reste très proche du Royaume-Uni (où il avait déjà pratiqué le rugby à XV en 1898), puisqu'il est associé de la Compagnie de négoce nationale britannique, et se charge d’implanter un comptoir de transactions charbonnières à Nantes pour la fin de l'année 1907. Période durant laquelle il est à l’initiative de la naissance du SNUC dès le mois de juin, issu de la fusion de deux clubs locaux. Il y devient joueur-capitaine jusqu'en 1910 (année où le club est déjà en division nationale), puis tout naturellement le président, décrochant alors la Coupe de l'Espérance en 1917 (championnat de France de substitution durant la Première Guerre mondiale). En 1919, il est nommé président du Comité Atlantique. Il redevient président du SNUC, également club omnisports, de 1942 jusqu'à sa démission en 1944 (lui succède alors Marcel Pédron). Depuis 1950, le stade du SNUC porte son nom.
Pascal Laporte échoue en 1943, contrairement à Marcel Saupin, dans sa tentative de création d'un grand stade de football sur la ville de Nantes [3].

## Palmarès

### En tant que joueur
- Vainqueur du Champion de France en 1899 (dès la 1re participation provinciale, et alors déjà capitaine), 1904, 1905, 1906 (capitaine), et 1907
- Finaliste du Championnat de France en 1900, 1901 et 1902 (capitaine les 3 fois)

### En tant qu'entraîneur
- Vainqueur de la Coupe de l'Espérance en 1917